# Parco Ausa
Der Parco Ausa ist eine öffentliche Parkanlage in der Republik San Marino.
Der rund 7 Hektar große Park liegt in der Stadt Serravalle im Ortsteil Dogana unweit der Hauptstraße Via Tre Settembre im Norden der Republik rund 1,3 Kilometer nordöstlich der Sportanlage San Marino Stadium. 
Die Grünflächenanlage mit Wanderwegen, Radwegen, Spiel- und Skateranlage wurde 1969 als Erholungsgebiet errichtet. Der Park mit Baumbestand wird vom einzigen in San Marino am Monte Titano entspringenden Fluss Fiume Ausa (auch Torrente Ausa genannt) fast mittig durchquert. Er ist die zweite und modernste öffentliche Parkanlage im Zwergstaat San Marino, die zum Nationalfeiertag am 3. September, dem Volksfest der San-Marineser, ein gut besuchter Platz ist. Im Osten grenzt das Schulgelände Scuola Elementare di Dogana "Il Torrente" an den Park.